# Pavlína Nečásková
Pavlína Nečásková (* 26. července 1987) je česká novinářka a reportérka, v letech 2017 až 2021 zahraniční zpravodajka Českého rozhlasu na Slovensku.

## Život
V letech 2009 až 2011 vystudovala audiovizuální publicistiku na Vyšší odborné škole publicistiky (získala titul DiS.), následně v letech 2012 až 2013 studovala mediální studia a žurnalistiku na Univerzitě Jana Amose Komenského Praha a v letech 2013 až 2016 mediální studia na Fakultě sociálních věd Univerzity Karlovy v Praze.[zdroj?]
Pracovní kariéru začala v letech 2011 až 2012 jako redaktorka televizní stanice Metropol, kde pomáhala dramaturgům jednotlivých pořadů, připravovala zpravodajství a dělala redaktorskou a reportérskou práci. V letech 2012 až 2014 působila v internetovém rádiu StreetCulture, kde byla autorkou a moderátorkou pořadu Chicks (témata zaměřená na moderní hudbu), měla na starosti filmové okénko v pořadu Culture cake a byla autorkou a moderátorkou pořadu Ru(a)mble time.
V březnu 2011 začala pracovat v Českém rozhlase jako redaktorka a reportérka zahraniční redakce, zejména na stanicích ČRo Radiožurnál a ČRo Plus. Zpracovávala aktuální témata, vykonávala práci v newsroomu, tvořila příspěvky a natáčela reportáže ze zahraničí. Zaměřovala se na země EU, politiku EU, USA a kulturu (film). Od ledna 2017 do července 2021 působila jako zahraniční zpravodajka Českého rozhlasu na Slovensku, částečně též v Rakousku a Maďarsku. V srpnu 2021 ji na tomto postu nahradil Ladislav Novák.